# Trotteria veronicastricola
Trotteria veronicastricola är en tvåvingeart som beskrevs av Fedotova 2002. Trotteria veronicastricola ingår i släktet Trotteria och familjen gallmyggor. Inga underarter finns listade i Catalogue of Life.